# St. Pol-sur-Mer Communal Cemetery
St. Pol-sur-Mer Communal Cemetery is een Britse militaire begraafplaats gelegen in de Franse plaats Saint-Pol-sur-Mer (Noorderdepartement). De begraafplaats wordt onderhouden door de Commonwealth War Graves Commission.
De begraafplaats telt twee geïdentificeerde Gemenebest graven uit de Tweede Wereldoorlog.